# Menàrguens
Menàrguens là một đô thị trong tỉnh Lleida, cộng đồng tự trị Cataluña Tây Ban Nha. Đô thị Menàrguens có diện tích là 20,3 ki-lô-mét vuông, dân số năm 2009 là 867 người với mật độ 42,71 người/km². Đô thị Menàrguens có cự ly 17 km so với tỉnh lỵ Lleida.